# Premio Jane Drew
El Premio Jane Drew es un premio de arquitectura otorgado anualmente por la publicación Architects' Journal a una persona que muestra innovación, diversidad e inclusión en arquitectura.

## Historia
El Premio Jane Drew tuvo su origen en discusiones que tuvieron lugar en 1997 entre el Grupo de Arquitectas del Real Instituto de Arquitectos Británicos (RIBA) y el Consejo de Artes de Inglaterra. El nuevo premio fue presentado en enero de 1998 con una ceremonia realizada en el Instituto de Artes Contemporáneas de Londres. El premio fue creado para reconocer promoción de la innovación, la diversidad y la inclusión en la arquitectura. Su nombre rinde homenaje a la arquitecta modernista inglesa Jane Drew (1911-1996) quien, entre otros logros, fue una de las primeras mujeres en practicar la arquitectura y fue la primera catedrática mujer en la Universidad de Harvard y en el Instituto de Massachusetts de Tecnología. Los nominados estuvieron invitados por el RIBA, después de lo cual un jurado seleccionó a la ganadora quién recibió un premio de £10,000. En 1998 la ganadora también recibió una escultura de Eduardo Paolozzi.
Los problemas estuvieron encontrados con el premio inicial, principalmente en encontrar candidatos adecuados que conoció todo tres criterios. Un foro se realizó el 19 de mayo de 1998 donde se presentaron los cuatro nominados (cliente: Jane Priestman, artista: Martin Richman, arquitecto de paisaje: Kathryn Gustafson y práctica de arquitectura: Fashion Architecture Taste) quienes hicieron una presentación de diez minutos. El premio fue finalmente entregado a Gustafson el 4 de junio después de fuertes desacuerdos entre los miembros del jurado.
El premio posteriormente pasó a la jurisdicción de la publicación Architects' Journal. Los ganadores son escogidos por el Jurado AJ Women in Architecture y se entregan en conjunto con otros tres premios que se denominan Women in Architecture Awards. Según las pautas de presentación de 2013, el premio reconoce una "contribución al status de las mujeres en arquitectura".

## Ganadoras
- 2019 - Elizabeth Diller, arquitecta estadounidense autora de la High Line (Nueva York).
- 2018 - Amanda Levete, arquitecta británica[5]
- 2017 - Denise Scott Brown, arquitecta, planificadora, escritora, educadora, y socia principal de Venturi, Scott Brown y Asociados, "la escritura y el pensamiento maravillosos de Denise Scott Brown, su trabajo y su ingenio han sido una fuerza inspiradora para el cambio".[6]
- 2016 - Odile Decq, arquitecta, cofundadora del Estudio Odile Decq,  por ser un "una usina creativa, intensa rompedora de reglas y defensora de la igualdad."[7]
- 2015 - Grafton Architects, Yvonne Farrell y Shelley McNamara, arquitectas,  porque "no temen hablar en lenguaje que es femenino y aún así los edificios que producen son robustos y llenos de convicción."[8]
- 2014 - Kathryn Findlay, arquitecta, por "su contribución excepcional al status de las mujeres en arquitectura."[9]
- 2013 - Eva Jiřičná, arquitecta, por "su contribución excepcional al status de las mujeres en arquitectura."[10]
- 2012 - Zaha Hadid, arquitecta, por "su contribución excepcional al status de las mujeres en arquitectura."[11] Se destaca porque ha "roto el techo de cristal más que cualquiera", por ejemplo siendo la primera mujer para ganar el Premio Pritzker.
- 1998 - Kathryn Gustafson, arquitecta de paisaje, por el cuerpo de su trabajo el cual "abarca la frontera entre sensibilidad artística individual y el trabajo en equipo."[12]